# Paul Deneve
Paul Deneve is een Belgisch ondernemer. Hij wordt het meesterbrein achter de lancering van de Apple Watch genoemd.

## Biografie
Paul Deneve studeerde aan de Solvay Brussels School of Economics and Management verbonden aan de ULB. In 1985 ging Deneve aan de slag als auditor bij ExxonMobil en kort daarna bij Oriflame In 1990 startte hij bij Apple en werd in 1995 aldaar Europees directeur marketing. Daarvoor verhuisde hij naar Parijs. Hij werd achtereenvolgens CEO van het modehuis Courrèges van 1997 tot in 2003, Nina Ricci (2003-2005) en Yves Saint Laurent (2011-2013). Daarvoor verhuisde hij naar Parijs. In 2006 herlanceerde hij het modehuis Lanvin. In 2013 wordt hij vicedirecteur van Apple en gaat in San Francisco wonen. In december 2017 vertrekt hij bij Apple. In tussen periode last hij sabatjaren in actief te zijn aan de universiteiten van Chicago en behaalde er een Master of Business Administration (MBA) en Stanfort en behaalde er ene Master of Science in managment. 